# Flug der Dämonen
Flug der Dämonen is een wing coaster in het Duitse Heide-Park. De naam betekent letterlijk vlucht van de demonen. Passagiers nemen plaats in een van de twee treinen en zitten in bakjes die naast de baan hangen, zonder dat zij een vloer onder zich hebben.
De baan werd in 2014 geopend en gebouwd door de Zwitserse firma Bolliger & Mabillard. Het hoogste punt bevindt zich op 40 meter hoogte, de baan heeft een lengte van 772 meter en een topsnelheid van 100 kilometer per uur. Passagiers gaan vijf keer over de kop, waaronder door een Immelmann.